# Gamper & Dadoni

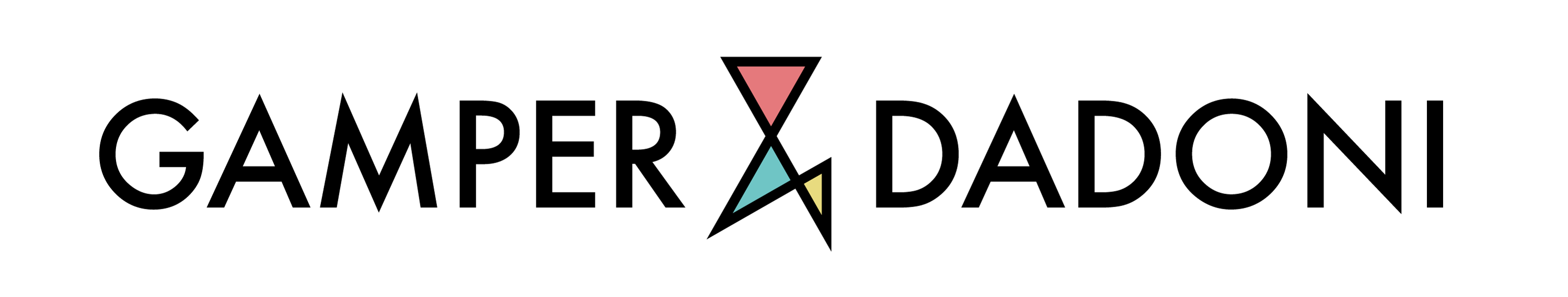
Offizielles Logo

Gamper & Dadoni ist ein deutsches Musikproduzenten- und DJ-Duo aus Hamburg, bestehend aus Maximilian Gamper und Daniel Hoeft. Die beiden begannen 2013 ihre ersten Songs zu veröffentlichen. Noch im gleichen Jahr gründeten sie das Label RedGreenYellow. Mittlerweile gehören sie mit über 500 Millionen Streams zu den meistgehörten Künstlern aus Deutschland.

## Tour
Zwischen 2013 und 2016 waren Gamper & Dadoni bei der französischen Bookingagentur Unity Group unter Vertrag, die unter anderem auch die Musikproduzenten und DJs Lost Frequencies, Kungs, Klingande und Michael Calfan betreute. Zwischen 2014 und 2018 spielten Gamper & Dadoni über 150 Shows und waren unter anderem in Brasilien, Frankreich, Belgien, Irland, England, Schweden, Niederlande, Italien, Österreich, Schweiz & Malta auf Tour. 2018 beschlossen die beiden sich wieder vermehrt der Musikproduktion zu widmen.

## Musikalische Karriere
Zu den größten Hits von Gamper & Dadoni zählen unter anderem eine Neuinterpretation von Bitter Sweet Symphony. Das Lied wurde im März 2019 veröffentlicht und konnte sich 13 Wochen in den deutschen und 21 Wochen in den österreichischen Singlecharts halten. Es wurde in Deutschland, Österreich und der Schweiz mit Gold ausgezeichnet.
Ihre Version von Gimme! Gimme! Gimme! (A Man After Midnight) konnte ebenfalls die deutschen Singlecharts erreichen und hielt sich dort 11 Wochen.
Gamper & Dadoni veröffentlichten weitere Produktionen, die bisher zusammen mehr als 300 Millionen Streams generieren konnten.

## Label
Das deutsche Musikproduzenten- und DJ-Duo veröffentlichte viele ihrer Songs auf ihrem eigenen Label RedGreenYellow, sie nahmen aber auch Songs von anderen Künstlern wie Felix Jaehn, Conor Bryne oder The Same unter Vertrag. Gamper & Dadoni entdeckten 2018 den Künstler Anson Seabra auf SoundCloud und veröffentlichten seine allererste Single auf ihrem Label. Welcome To Wonderland konnte bisher über 100 Millionen Streams erreichen. Davon alleine über 70 Millionen auf Spotify.

## Diskografie

### Singles
- 2013: Wunder (feat. Katharina Vogel)
- 2013: Oxas (feat. De Hofnar)
- 2015: Far from Home (feat. Cozy)
- 2016: Heavy Heart (feat. Mark Wilkinson)
- 2016: Close to You (feat. Daniel Ahearn)
- 2016: Blind Faith (feat. Paul Cook)
- 2017: Just Smile (feat. Milow)
- 2017: Crossing Lines (feat. Aiaya)
- 2018: Island in the Sun (feat. Conor Byrne)
- 2018: Bring the Love
- 2018: Here to Love You
- 2018: Nobody Else (feat. Nessi)
- 2019: Praise You
- 2019: Bitter Sweet Symphony (feat. Emily Roberts, CH: Gold)
- 2019: Julia (feat. Soran)
- 2019: Gimme! Gimme! Gimme! (AT: Gold)
- 2020: Perfect (For Somebody Else) (feat. Dewain Whitmore)
- 2020: Rule the World (feat. Ilira)

### Remixe
- 2013: Madeline Juno – Error
- 2013: Red Hot Chili Peppers – Otherside
- 2013: Laura Veirs – July Flame
- 2013: Dolly Parton – Jolene
- 2014: Parov Stelar – The Sun
- 2014: La Roux – Bulletproof (UK: Silber)
- 2014: Red Hot Chili Peppers – Californication
- 2014: Noah Guthrie – La La La
- 2014: Claptone & Jaw – No Eyes
- 2018: Forest Blakk – Love Me

### Auszeichnungen für Musikverkäufe
Anmerkung: Auszeichnungen in Ländern aus den Charttabellen bzw. Chartboxen sind in ebendiesen zu finden.
| Land/RegionAuszeichnungen für Musikverkäufe (Land/Region, Auszeichnungen, Verkäufe, Quellen) | Silber  | Gold     | Platin | Verkäufe | Quellen                    |
| -------------------------------------------------------------------------------------------- | ------- | -------- | ------ | -------- | -------------------------- |
| Deutschland (BVMI)                                                                           | —       | 2× Gold2 | —      | 400.000  | musikindustrie.de          |
| Österreich (IFPI)                                                                            | —       | 2× Gold2 | —      | 30.000   | ifpi.at                    |
| Schweiz (IFPI)                                                                               | —       | Gold1    | —      | 15.000   | musicbusinessworldwide.com |
| Vereinigtes Königreich (BPI)                                                                 | Silber1 | —        | —      | 200.000  | bpi.co.uk                  |
| Insgesamt                                                                                    | Silber1 | 5× Gold5 | —      |          |                            |